# Boyeruca
Boyeruca es una localidad chilena, perteneciente a la comuna de Vichuquén. Se encuentra en el extremo norte de la costa de la Región del Maule, cercana al límite con la Región de O'Higgins.
Se ubica a 15 kilómetros al norte de Llico, siguiendo la ruta J-830. Antiguamente se conocía como Casa del Canelo. Su atractivo principal es la laguna Boyeruca, una laguna estuarina que forma un humedal que durante algunos meses del año se conecta con el mar, permitiendo el desarrollo de la acuicultura con el cultivo de la ostra del Pacífico, y el avistamiento de aves que nidifican entre los totorales. Tiene una extensa playa de arenas grises y rocosas donde se desarrolló de la pesca deportiva y la pesca artesanal de orilla.
Forma parte de la macrozona salinera. Hacia el interior de Boyeruca, en el sector de Yoncavén, existen salinas que se originan a partir de una serie de lagunas que a principios de siglo se encontraban conectadas con el mar. La explotación de sal artesanal se complementa con la extracción de algas, mariscos y peces, junto con el turismo, como las principales actividades económicas de la localidad.